# Comtat de Beaune
El comtat de Beaune fou una antiga jurisdicció feudal de Borgonya. Era un pagus que al segle ix va tenir els seus propis comtes. Els primers comtes són desconeguts. Alguns suposen que fou un dels honors de Garí de Provença (vers 844) del seu fill Isembard (844-849) i després d'Humfrid el marquès de Gòtia (vers 849-865) però cap dels tres està testimoniat amb el títol. No consta tampoc dins les possessions del gran senyor Eccard, senyor de Perrecy, comte de Morvois (840-859), de Chalon (863-867) i de Mâcon (870-877). Bosó I fou rei de la Borgonya Cisjurana del 877-880 dominant el comtat de Vienne, el de Lió, el de Chalon sur Saône i el d'Autun, sense que s'esmenti expressament a Beaune.
Manassès I de Chalon el Vell (+ 918) és el primer que porta el títol de comte de Beaune; apareix com a comte de Condroz, Ne, Atuyer, Auxois, Avalois o Avallon, Beaune, Chalon-sur-Saône, Duesmois i Oscheret (887-918), senyor de Vergy (893-918) i comte de Langres (894-918). Es va casar amb Ermengarda de Provença, filla del rei Bosó i d'Ermengarda de França. El va suceir el seu fill Manassès II que fou comte d'Auxois, de Dijon i de Beaune i que va governar del 918 a una data incerta.
El 936 Hug el Gran, es va fer reconèixer del rei Lluís IV de França el títol de duc de Borgonya. Hug el Negre, l'altre duc va mantenir Autun, Beaune i Nevers i a la seva mort les seves possessions van anar als seus gendres, Letald II (952-965) vescomte de Mâcon i senyor de Salins (945-952) que fou comte de Varais o Besançon, Amous i Escuens (952-965), Robert I de Vermandois, comte titular de Chalon i Beaune (mort el 967) pel seu matrimoni amb Adelaida de Borgonya (+987) la qual es va casar amb segones noces amb Gilbert de Chalon (l'altre gendre implicat en la successió), que fou comte d'Autun pel seu primer matrimoni amb Ermengarda de Borgonya, i comte de Chalon i Beaune per dret patern i pel de la seva segona esposa. Gilbert tenia una filla hereva de nom Luitgarda, però el va succeir de manera efectiva Lambert de Chalon (mort el 978), comte de Chalon, Autun i Beaune (fill de Robert vescomte d'Autun). Odó comte d'Auxerre, fill d'Hug el Gran duc dels francs, es va casar amb Luitgarda, hereva de Chalon, Beaune, Autun, Avallon, Troyes i Dijon, i va rebre nominalment aquestos comtats el 960 però el rei Lotari I de França el va tractar de desposseir; va morir el 23 de febrer del 965. El comte efectiu de Dijon es va apoderar de Beaune. Els drets de la casa de Vermandois a Chalons i Beaune foren defensats per Robert de Troyes, fill d'Heribert II de Vermandois, que va morir el 968; Lambert va gaudir dels comtats fins a la seva mort el 978, però llavors Jofré I Grisegonelle, comte d'Anjou, vidu d'Hermengarda de Vermandois (945-975) es va casar en segones noces amb Adelaida de Borgonya, vídua de Lambert i es va fer reconèixer a Chalon mentre Beaune devia passar llavors a Enric I de Borgonya, germà i successor d'Otó (vers 980).

## Comtes de Beaune
- Garí de Provença 844-853
- Isembard 853-849
- Humfrid 849-865
- Eccard de Perrecy 865-877
- Bosó I rei de la Borgonya Cisjurana 877-880
- Ermengarda (filla) 880
- Manassès I de Chalon el Vell 880-918 (marit d'Ermengarda)
- Manassès II 918-?, comte d'Auxois, de Dijon i de Beaune
- Hug el Negre abans de 936-952, comte d'Autun, Beaune i Nevers
- Ermengarda (filla, germana o cosina de l'anterior)
- Gilbert (fill de Manassès II) 952-956 (casat amb Ermengarda)
- Luitgarda (filla de Gilbert) 956-960
- Odó o Oto comte d'Auxerre i duc de Borgonya 956-960 (marit, +965)
- Adelaida de Chalon (filla de Gilbert, germana de Luitgarda) 960-967
- Robert II de Troyes i I de Meaux, comte de Chalon i Beaune 960-967
- Lambert de Chalon (usurpador) 956-966
- Robert II de Troyes i I de Meaux 966-967
- Lambert de Chalon 967-978 (altre cop)
- Adela de Borgonya 978-980
- Jofré I Grisegonelle, comte d'Anjou, 980 (marit)
- Enric I de Borgonya, germà d'Odó o Otó